# William Cornelius Van Horne
Pour les articles homonymes, voir Horne.
Ne doit pas être confondu avec William Van Horn.
 (juillet 2012).
Si vous disposez d'ouvrages ou d'articles de référence ou si vous connaissez des sites web de qualité traitant du thème abordé ici, merci de compléter l'article en donnant les références utiles à sa vérifiabilité et en les liant à la section « Notes et références ».
Sir William Cornelius Van Horne (3 février 1843 Frankfort (Illinois) - 11 septembre 1915, Montréal, Québec) est un homme d'affaires canadien d'origine américaine. Il est l'un des pionniers du transport ferroviaire nord-américain.

## Biographie

### Jeunesse et éducation
Son père, Cornelius, était fermier et avocat. Il était issu d'une famille de cinq enfants: William Augustus, Elizabeth, Theodore et Mary. La famille déménage à Joliet en 1851, et Cornelius devient maire de la ville en 1852, mais il meurt du choléra le 7 juillet 1854, laissant sa famille dans la pauvreté. William effectue toutes sortes de petits emplois, dont un emploi à la compagnie locale de télégraphie, puis il poursuit ses études pour trois années supplémentaires. Pendant qu’il était à l’école, il développe une passion pour la géologie qui a commencé après qu'il ait trouvé un fossile d’un trilobite dans la rue. Il passe même cinq semaines à recopier le texte de géologie de 262 pages d’un ami. Plus tard, il a dit avoir tant appris lorsqu’il recopiait le livre qu’il n’a jamais regardé sa transcription.
William Van Horne était aussi caricaturiste. Un journal de Joliet l'a payé pour plusieurs de ses dessins, mais c'est aussi à cause de ses caricatures qu'il a dû arrêter l'école. À 14 ans, il a été sévèrement puni pour avoir distribué des caricatures de professeurs à l’école. Il n’y est jamais retourné. Van Horne a obtenu un poste dans le bureau de télégraphie de l’Illinois Central Railroad. Réussissant particulièrement dans ce domaine, il monta rapidement dans la hiérarchie.

### Ses débuts dans l'industrie
Un jour, le surintendant de la compagnie est entré dans le wagon de Van Horne lorsqu’il travaillait comme contrôleur des marchandises. Van Horne fut si impressionné qu’il décida de devenir directeur d’une société ferroviaire. Il accéda à ce poste en 1872 et il devint le directeur de plusieurs chemins de fer aux États-Unis durant les dix années qui suivirent.
En 1871, la Colombie-Britannique entra dans la confédération après qu'on lui eut promis un chemin de fer transcontinental qui serait complété durant les dix années à venir, mais ce n’est qu’en 1880 que le gouvernement signa un contrat pour la construction du chemin de fer avec George Stephen, un homme d’affaires de Montréal et ses associés, dont James Hill, un entrepreneur ferroviaire de Minnesota et ami de William Van Horne. La compagnie du chemin de fer Canadien Pacifique embaucha deux Américains pour diriger la construction, mais elle se déroulait lentement. Hill offrit un salaire énorme à Van Horne s’il prenait le poste de directeur de la construction du chemin de fer. Il l'accepta et commença son nouveau travail le 2 janvier 1882 à Winnipeg.

### Pionnier des voies ferrées
Van Horne était un chef efficace. Il occupa le poste d’ingénieur en chef et il promit qu’il accomplirait 500 milles de chemin de fer dans sa première année. Personne ne croyait cela possible. Malheureusement, la compagnie qui avait le contrat pour la construction actuelle posa seulement 417 milles de la ligne principale. Pour atteindre le total de 500 milles, elle compta les embranchements et les voies de garage. Van Horne ne renouvela pas son contrat avec cette compagnie, et après la chute d’une autre compagnie qui était censée finir la construction, Van Horne devint entièrement responsable pour la construction du chemin de fer. 
De son nouveau bureau à Montréal, il vérifiait les contrats dont ceux de la sous-traitance. Toute modification de la construction nécessitait sa permission. Sous sa direction, la construction se déroulait vite, et le 7 novembre 1885, moins de quatre ans après que Van Horne fut arrivé au Canada, on enfonça le dernier crampon du chemin de fer Canadien Pacifique, en Colombie-Britannique. Van Horne livra alors ce qui est probablement le discours le plus court de l'histoire du Canada : « Tout ce que je pourrais dire, c'est que le travail a été bien fait dans tous les aspects. ».

### Montréal

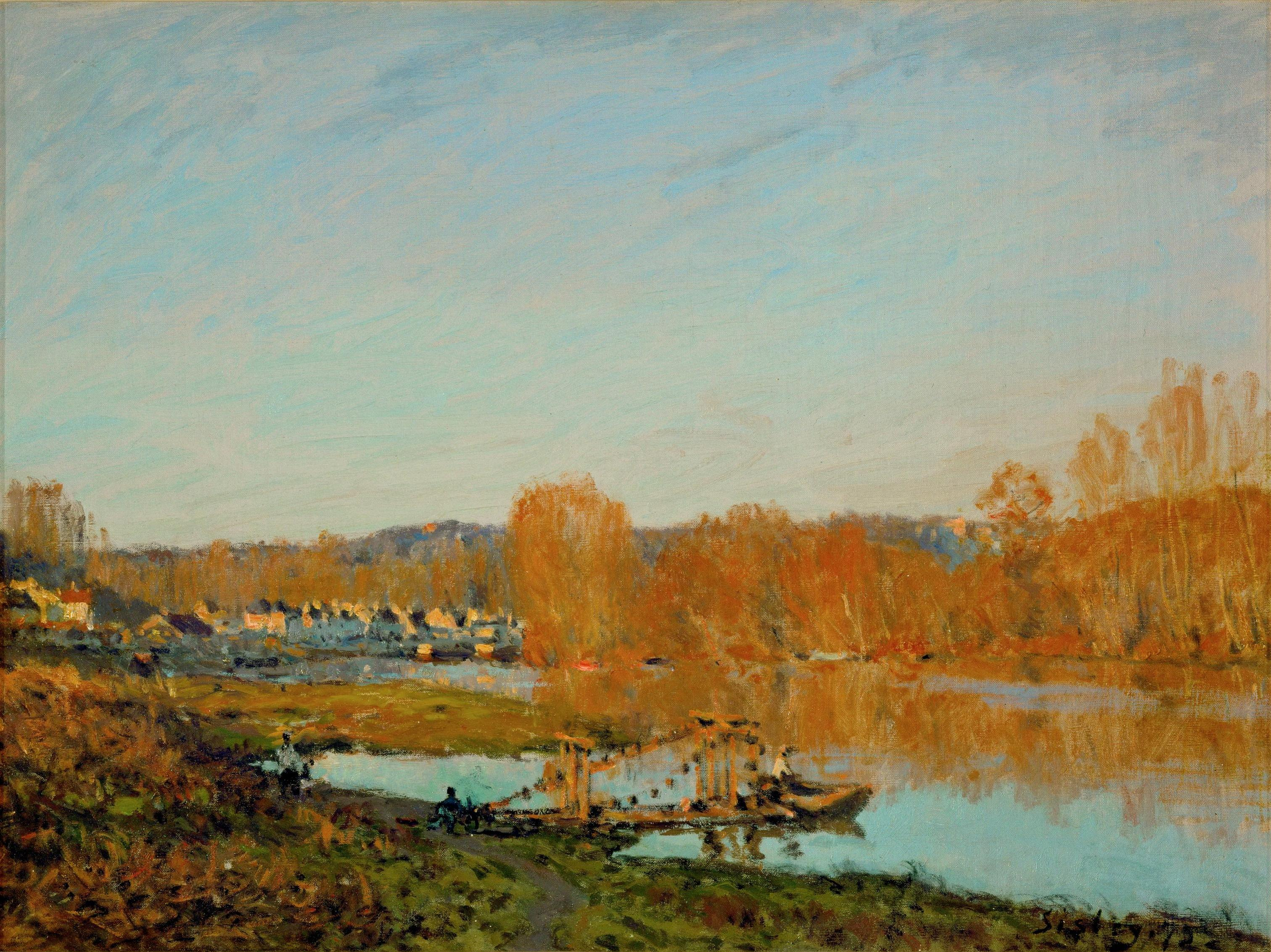
L'Automne : bords de la Seine près de Bougival, Alfred Sisley, 1873, collection William Van Horne, légué au musée des beaux-arts de Montréal.

La présence de Van Horne à Montréal se fit remarquer entre autres par son imposante résidence de la rue Sherbrooke, dans le Mille carré doré. Collectionneur averti, Van Horne s’était intéressé aux fossiles dans sa jeunesse et, une fois installé à Montréal, il se mit sérieusement à l’acquisition d’œuvres d’art. Sa collection de tableaux regroupait des grands maîtres hollandais et flamands ainsi que des peintres français, anglais, espagnols et américains de renom. Certains critiques la considéraient comme l’une des meilleures au Canada. Van Horne la monta avec éclectisme et refusait d’acheter des œuvres qui ne lui plaisaient pas, même si elles étaient célèbres ou peu coûteuses. Plusieurs éléments de sa collection se retrouvent aujourd'hui au Musée des beaux-arts de Montréal et au Musée royal de l'Ontario.

### Président duCanadien Pacifique

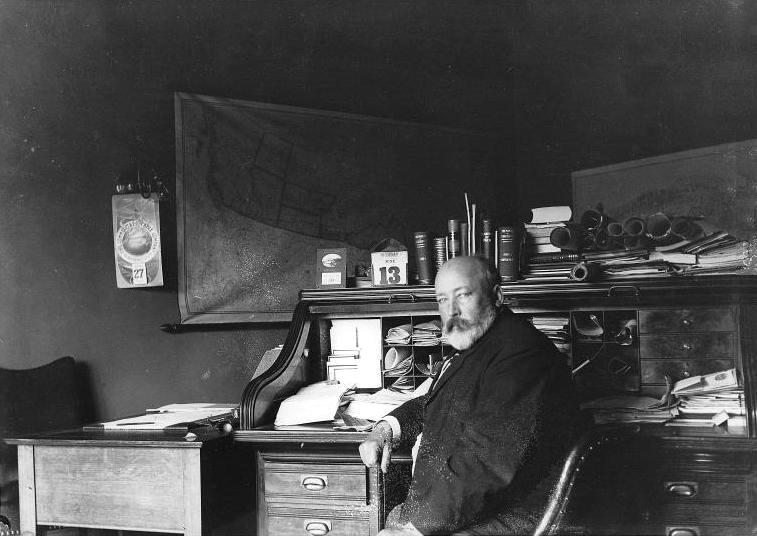
William Van Horne à son bureau à Montréal en 1904

Après la démission de George Stephen, Van Horne devint le président du chemin de fer Canadien Pacifique. Pendant qu’il était le président de la compagnie, Van Horne dirigea la construction des lignes secondaires, des hôtels, et des navires à vapeur. Il organisa l’achat des mines, il encouragea l'immigration à l'ouest du Canada, il construisit des fermes de recherche pour améliorer la culture de blé, et a écrit la première annonce publicitaire pour le chemin de fer. En 1895, la reine Victoria lui a donné le titre de chevalier commandeur de l’ordre de Saint-Michel et Saint-Georges. En 1900, il a dirigé la construction d'un chemin de fer à Cuba. Il n'a jamais pris sa retraite et travailla jusqu’à sa mort le 11 septembre 1915. Il est enterré à  Joliet, après un voyage à Montréal dans un train privé.

## Héritage

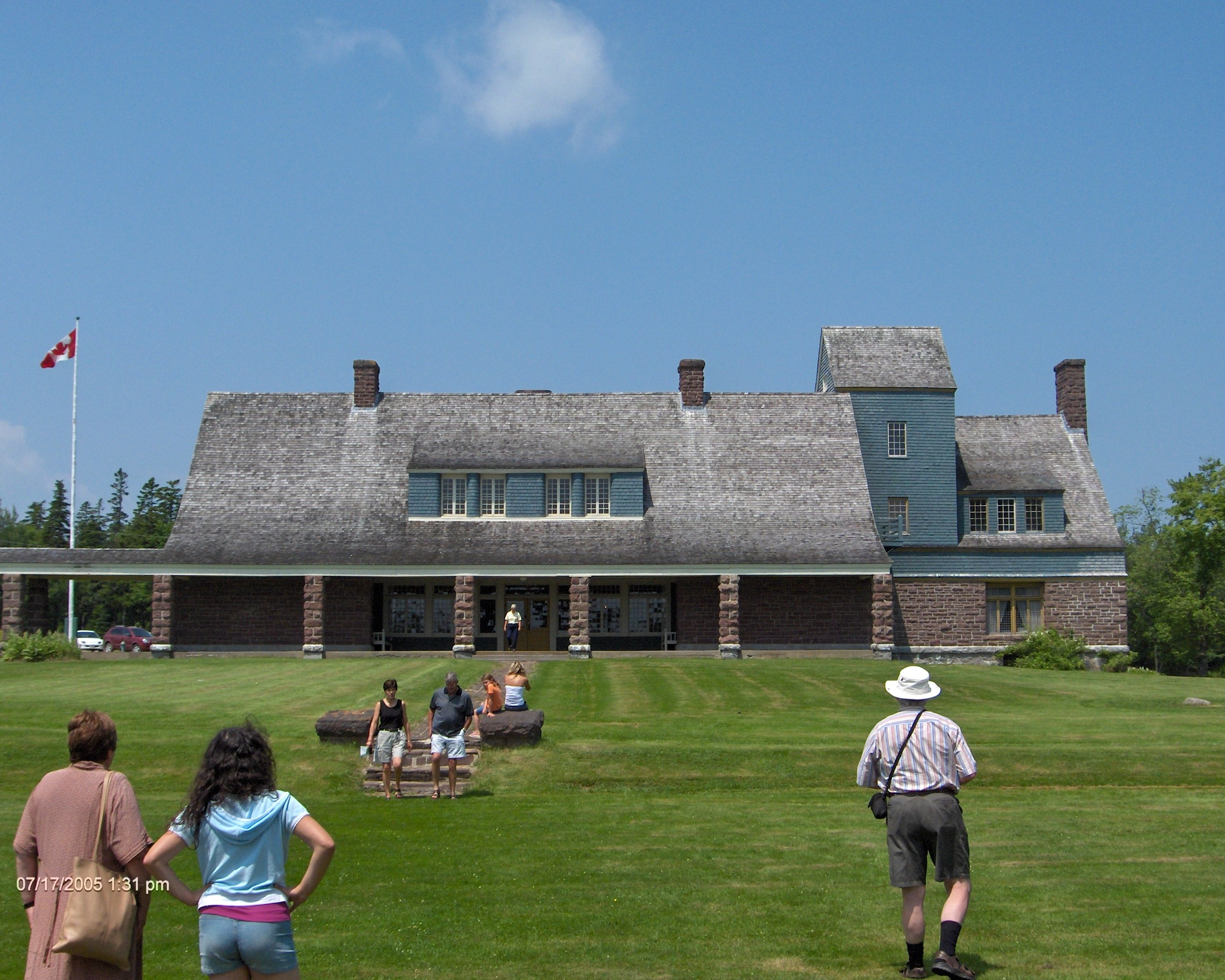
Le chalet Van Horne

Van Horne a beaucoup influencé l’ouest du Canada, mais il avait un lien avec les provinces maritimes. En 1890, il est venu à St. Andrews au Nouveau Brunswick pour négocier le bail d’un chemin de fer. Il a tant aimé la région qu’il a acheté l’Île des Ministres, à l’est de la ville dans la baie Passamaquoddy. Il y a construit un chalet énorme de 50 chambres, où il a passé tous ses étés entre 1892 et 1915. À l’intérieur du chalet, il est maintenant possible de voir la collection d’art de sir Van Horne. Il était amateur d’art et la collection inclut des peintures qu’il a faites lui-même et d'autres par des artistes plus connus dont Charles de Belle. 
Van Horne s’intéressait aussi à l’agriculture. Il a construit des serres où il faisait de la culture des plantes exotiques et des fruits tropicaux, et une grange gigantesque pour l’élevage de vaches, poules, chevaux, moutons et dindes. Pendant qu’il était à Montréal, Van Horne recevait des produits laitiers, des fruits et des légumes de l’Île des Ministres par train. Après la mort de Van Horne, l’île appartint à sa famille jusqu’à 1961, quand sa petite-nièce la vendit. L’île est devenue un lieu historique de la province du Nouveau-Brunswick en 1977.
La démolition de sa résidence en 1973 a été une décision controversée du maire de Montréal Jean Drapeau.
Robert Barrat joue un personnage basé sur lui dans le film de 1949 Canadian Pacific.

## Hommages
- Il est membre élu du Panthéon des hommes d'affaires canadiens (Canadian Business Hall of Fame)[6].
- L'avenue Van Horne à Montréal a été nommée à son honneur.

## Archives
Il y a un fonds d'archives William Van Horne à Bibliothèque et Archives Canada. (« Instrument de recherche du fonds William Van Horne, Bibliothèque et Archives Canada »). Numéro de référence archivistique R7719.